# Крик в общаге
«Крик в общаге» (англ. Sorority Row) — слэшер 2009 года, ремейк фильма 1983 года «На греческой улице». Фильм фокусируется на группе сестёр из женского общества, которых преследуют и убивают в ночь на выпускной, через несколько месяцев после сокрытия случайной смерти другой сестры.
Слоган фильма: «Подруги по жизни…и смерти» (англ. Girlfriend on life… and death); «В Тетапи нас ждёт успех, и жизнь и смерть одна на всех!» (англ. In Tetapi we are waited by success and life and death one all!).
«Крик в общаге» был экранизирован в США 11 сентября 2009 года и собрал 27,2 миллиона долларов по всему миру при бюджете в 12,5 миллиона долларов. Он получил в основном отрицательные отзывы кинокритиков.

## Сюжет
Меган (Одрина Пэтридж) заручается помощью своих сестёр из женского общества Тета-Пи — Кэссиди (Бриана Эвиган), Джессики (Леа Пайпс), Элли (Румер Уиллис), Клэр (Джейми Чон) и Чарлин («Чагс») (Марго Харшман), чтобы разыграть своего парня и брата Чагс — Гаррета (Мэттью О’Лири). Занимаясь с ним сексом, Меган инсценирует свою смерть. Гаррет и девочки приводят её к озеру, где они собираются сбросить её тело. Когда Джессика упоминает, что им нужно выпустить воздух из её лёгких, чтобы её тело не всплыло на поверхность, Гаррет наносит удар Меган в грудь монтировкой, что приводит к её фактической смерти. Гаррет и девушки скрывают инцидент и сбрасывают тело Меган и монтировку в шахту неподалёку. Все клянутся никогда никому не рассказывать об этом инциденте, к большому разочарованию Кэссиди и Элли.
Восемь месяцев спустя девочки заканчивают колледж, Кэссиди сторонилась подруг и была отдельно от остальной группы. После церемонии все девушки получают на свои мобильные телефоны текстовые сообщения с изображением окровавленной монтировки. Подозрение немедленно падает на Гарретта, но Чагс защищает его. Прибывает Мэгги (Кэролайн Д’Амор), младшая сестра Меган, желая почтить память сестры. Позже Чагс приезжает на приём к терапевту. Однако фигура в плаще с монтировкой убивает их обоих.
В душевой женского общества, Клэр и Джессика обсуждают ночь убийства Меган. После того, как они уходят, девушка из женского общества по имени Джоанна, подслушавшая их разговор, убита. В ту ночь на выпускном вечере, на бывшего парня Клэр Микки нападает и убивает фигура в плаще, свидетелем чего является Элли. Кэссиди, Клэр, Джессика и Элли собираются вместе, и все получают текст, содержащий видео смерти Меган и сообщение, в котором говорится, что они должны быть в шахте через двадцать минут, или видео будет отправлено в полицию. Девочки подъезжают к шахте и встречают Гарретта, который порезал себе запястья и начинает им угрожать. Думая, что Гарретт преследует их, Джессика сбивает его на своей машине. Позже они обнаруживают, что Гаррет получает те же текстовые сообщения, что и они. Элли подозревает, что Меган — убийца, полагая, что она на самом деле не умерла, и ищет мести. Девушки опускают Кэссиди вниз, чтобы убедиться, что Меган мертва. Спустившись вниз, Кэссиди обнаруживает, что тело Меган пропало, и находит написанное кровью сообщение: «Тета-Пи должна умереть».
Вернувшись в теперь уже пустой женский клуб, девушки получают сообщение с мобильного телефона Чагс, в котором говорится, что она мертва. В этот момент Клэр, решившая отключить генератор пены, натыкается на убийцу и в панике бежит к двери. Девушки замечают её и пытаются впустить в здание клуба, но на ногу Клэр намотался провод, который её утаскивает в густую пену. Кэссиди хватает клюшку для гольфа и бросается на помощь, но обнаруживает, что слишком поздно: Клэр убита из ракетницы. Понимая, что убийца уже в клубе, Кэссиди возвращается предупредить подруг. Обыскивая дом в поисках парня Джессики — Кайла (Мэтт Лантер), девочки сталкиваются с Мэгги и их домашней матерью, миссис Креншоу (Кэрри Фишер). Мэгги утверждает, что Кайл был с ней до возвращения Джессики. Джессика признается в убийстве Меган, приводя Мэгги и миссис Креншоу в бешенство. Миссис Креншоу велит девочкам запереться в спальне Джессики и вызвать полицию, пока она будет искать убийцу. Мэгги выходит из комнаты, чтобы найти Меган и убедить её перестать. Поняв, что остались без сотовых телефонов, Кэссиди и Джессика решают найти тело Микки и использовать его телефон. Кэссиди велит Элли оставаться в комнате и при первой же возможности бежать.. Внизу убийца сталкивается с Мэгги и бросает в неё коктейль Молотова, поджигая дом. Кэссиди и Джессика сталкиваются с Кайлом, который ранит Джессику. Кэссиди и Джессика убегают в отремонтированную ванную комнату, где находят Меган и разлагающийся труп, висящий в душе. Кайл, одетый в тот же плащ, что и убийца, находит их и сбивает Джессику без сознания. Его убивает топором Энди (Джулиан Моррис), бойфренд Кэссиди. Джессика приходит в сознание, и Кэссиди понимает, что Энди — убийца. Джессика говорит, что вместе они смогут всё уладить, но Энди наносит удар Джессике в рот балонным ключом, убивая её. Энди объясняет, что он надеялся на светлое будущее с Кэссиди, но, поскольку она была причастна к смерти Меган, он боялся, что она будет обнаружена, поэтому он решил убить всех, кто знал об этом. Энди показывает, что Элли была тем, кто признался ему в убийстве Меган, и, скорее всего, сообщит об этом в полицию, и говорит Кэссиди, что им нужно убить Элли. Кэссиди подыгрывает и говорит Энди, что Элли в подвале.
Кэссиди приводит Элли наверх, но их обнаруживает и атакует Энди. Кэссиди оглушает Энди, но слышит, как Мэгги, оказавшаяся в ловушке пламени. кричит о помощи. Когда Энди пытается убить Мэгги, пол под Кэссиди осыпается, и она остается висеть над горящим подвалом. Энди собирается прикончить её, когда появляется Элли и стреляет в него из дробовика миссис Креншоу. Он падает назад на горящий пол, который рушится под ним, и он падает насмерть в огонь. Элли велит Мэгги завернуться в занавеску и бежать так через огонь. Вместе они спасают Кэссиди и втроём убегают из горящего общежития в тот момент, когда прибывает пожарная команда.
15 месяцев спустя общежитие ремонтируется после пожара, и Мэгги теперь сестра Тета Пи. В поле зрения появляется мужчина, и камера показывает шрамы на его запястьях, подразумевая, что Гарретт все ещё жив.

## В ролях
| Актёр           | Роль                   |
| --------------- | ---------------------- |
| Брайана Эвиган  | Кэссиди Таппан         |
| Леа Пайпс       | Джессика Пирсон        |
| Румер Уиллис    | Элли Моррис            |
| Джейми Чон      | Клэр Уэн               |
| Марго Харшман   | Чарлин «Чагс» Брэдли   |
| Одрина Пэтридж  | Меган Блэйр            |
| Джулиан Моррис  | Энди Ричардс           |
| Кэрри Фишер     | мисс Креншоу           |
| Мэтт Лантер     | Кайл Тайсон            |
| Мэттью О'Лири   | Гаррет Брэдли          |
| Кэролайн Д'Амор | Мэгги Блэйр            |
| Макс Хенард     | Микки Дональдсон       |
| Николь Мур      | Джоанна девушка в душе |
| Кен Болден      | доктор Розенберг       |
| Рик Эпплгейт    | сенатор Тайсон         |

## Производство
В январе 2008 года началась подготовка к съёмкам «Крика в общаге». Основные съёмки начались 16 октября 2008 года в районе Питтсбурга . Несмотря на то, что действие фильма происходит в вымышленном городе, в США, продюсеры фильма хотели воспользоваться налоговыми льготами штата Пенсильвания (во многом как ремейк фильма «Мой кровавый Валентин» 2009 года) и силой местных съёмочных групп. Фильм в основном снимался ночью в Мюнхолле, в одном квартале от библиотеки Карнеги в Homestead, где около 10 домов были построены в виде ряда домов женского общества. Выпускная сцена в школе «Rosman University», вымышленной школы восточного побережья (названной в честь режиссёра-сценариста фильма «На греческой улице (фильм, 1983)»), была снята за пределами мемориального зала «Soldiers & Sailors Memorial Hall» в районе Окленд в Питтсбурге. Интерьеры женского общества «Theta Pi» были сняты на декорациях, построенных на складе недалеко от Крафтон, Пенсильвания. Съёмки закончились 26 марта 2009 года. Фильм был официально завершен 2 мая 2009 года.

## Саундтрек
| Оценки критиков | Оценки критиков |
| Источник        | Оценка          |
| --------------- | --------------- |
| Allmusic        | [ 3 ]           |

Саундтрек к фильму был выпущен «E1 Music» 31 августа 2009 года и включал музыку таких музыкальных исполнителей, как Shwayze, Ladytron, Lykke Li, Aimee Allen и Camera Obscura, среди прочих. Альбом получил 2,5 из 5 звёзд от «Allmusic», заявив: "Из 15 треков только несколько можно запомнить хоть отдалённо — «Призраки» Ladytron, «Слёзы по делам» Camera Obscura и «трофейный» гимн Dragonette — «I Get Around» — «приходит в голову, но вряд ли это скучно».

### Трэк-лист
1. «Tear Me Up» — Stefy Rae
2. «Get U Home» (Paul Oakenfold Remix) — Shwayze
3. «Ghosts» — Ladytron
4. «I Get Around» — Dragonette
5. «42 West Avenue» — Cashier No 9
6. «Get Up» — A.D.
7. «Alcoholic» — Cash Crop
8. «Break It Down» — Alana D
9. «I Like Dem Girls» — Sizzle C
10. «This Night» — Ron Underwood
11. «Say What You Want» — The DeeKompressors
12. «Tears for Affairs» — Camera Obscura
13. «Doin' My Thing» — King Juju
14. «I’m Good, I’m Gone» (Black Kids Remix) — Lykke Li
15. «Emergency» — Aimee Allen

## Релиз
Премьера тизер-трейлера состоялась в 2009 году на «Comic-Con International» в Сан-Диего, где основные актёры обсуждали предпосылку фильма и то, каково было работать с командой. «Крик в общаге» был выпущен 9 сентября 2009 года в Великобритании и 11 сентября 2009 года в США.
DVD и Blu-Ray были выпущены 11 января 2010 года в Великобритании, а 23 февраля 2010 года в США.

## Критика
Агрегатор «Rotten Tomatoes», сообщает рейтинг одобрения 25 %, основываясь на 80 отзывах, со средним рейтингом 4.02 / 10. Консенсус сайта гласит: «Несмотря на то, что это круто и стильно, „Sorority Row“ не предлагает ничего нового для жанра слэшеров и не попадает в цель как в попытках юмора, так и в острых ощущениях». «Metacritic» оценил его рейтинг, как 24/100 на основе 11 обзоров.

### Касса
Фильм собрал 5 059 802 доллара за первые выходные, заняв шестое место в бокс-офисе. Затем доход от продажи билетов упал на 49 % во время второго уик-энда проката, в то время как общая сумма составила 8 965 282 доллара. На международном уровне его показатели были неоднозначными по сравнению с его внутренними. Он занял четвёртое место в своём дебюте в Великобритании, но не попал в десятку лучших как в Австралии, так и в Мексике.

## Награды
| Year | Ceremony           | Category                                | Recipients     | Result    |
| ---- | ------------------ | --------------------------------------- | -------------- | --------- |
| 2009 | Teen Choice Awards | Choice Movie: Actress Horror / Thriller | Одрина Патридж | Номинация |
| 2009 | Teen Choice Awards | Choice Movie: Actress Horror / Thriller | Румер Уиллис   | Номинация |